# Apache Peaks
Apache Peaks jedna je od malenih bandi San Carlos Apača što je obitavalo sjeverno od Pinala u Arizoni u planinama Apache, sjeveroistočno od Globea. Poznat je njihov poglavica Talkalai, koji je spasio život of Johna Cluma, prvog indijanskog agenta na San Carlosu (i kasnije prijatelja braće Earp), ubivši svoga vlastitog brata. Talkalai je umro negdje u 100. godini upravo na službeno otvaranje brane Coolidge Dam (4. ožujka, 1930.). Potomaka možda imaju na rezervatu San Carlos u Arizoni. 

## Vanjske poveznice
- Chief Talkalai's Grave  Arhivirana inačica izvorne stranice od 23. travnja 2003. (Wayback Machine)